# De Jonge Akademie

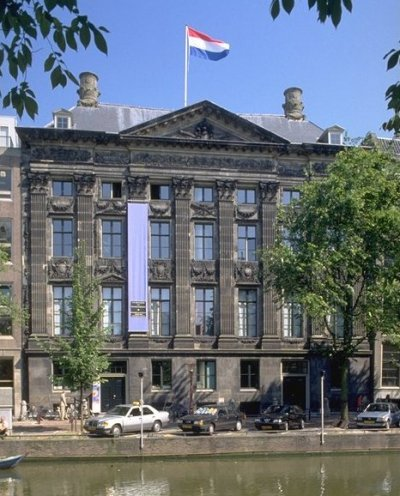
Trippenhuis te Amsterdam waar De Jonge Akademie bij de KNAW is ondergebracht

De Jonge Akademie is een in 2005 door de Koninklijke Nederlandse Akademie van Wetenschappen (KNAW) opgericht platform, waarin een aantal jonge wetenschappers verenigd zijn. Nieuwe leden zijn bij toetreden maximaal tien jaar geleden gepromoveerd. De Jonge Akademie beschrijft zichzelf als "een dynamisch en innovatief platform van jonge topwetenschappers met visie op wetenschap en wetenschapsbeleid."

## Doel en activiteiten
- interdisciplinariteit binnen de wetenschap
- wetenschapsbeleid
- wetenschap en maatschappij.

## Organisatie en leden
De Jonge Akademie heeft een vijfkoppig, door de leden gekozen bestuur, twee permanente commissies (de selectiecommissie en De Jonge Akademie-beurzencommissie), een internationaliseringcommissie en een aantal projectcommissies.
De Jonge Akademie kiest jaarlijks tien nieuwe, talentvolle onderzoekers om haar gelederen te versterken. Naast bewezen wetenschappelijke kwaliteit beschikken leden over een brede belangstelling voor wetenschapsbeoefening en wetenschapscommunicatie. 
De maximaal 50 leden worden benoemd voor vijf jaar, door coöptatie na voordracht door leden en wetenschappelijke instanties.
Voorzitters van De Jonge Akademie waren:
- Catholijn Jonker (2005-2007)
- Janneke Gerards (2007-2009)
- Eveline Crone (2009-2011)
- Peter-Paul Verbeek (2011-2013)
- Jeroen Geurts (2013-2015)
- Rianne Letschert (2015-2016)
- Rens Vliegenthart (2016-2018)
- Belle Derks (2018-2020)
- Jeroen de Ridder (2020-2022)
- Marie-José van Tol (2022-2024)
- Eddie Brummelman (vanaf 2024)[1]

## Vergelijkbare organen wereldwijd
Naast De Jonge Akademie en de "National Academy of Young Scientists" van Pakistan zijn sinds december 2010 andere "National Young Academies" opgericht of in oprichting in onder andere Zweden, Duitsland en Oostenrijk. In het voorjaar van 2010 is verder een mondiale jonge akademie opgericht, de "Global Young Academy", waarin onderzoekers uit 46 landen en 5 continenten verenigd zijn.

Sinds 2013 is er ook De Jonge Academie in België.